# Mary Jackson
Mary Winston Jackson (Hampton, 9 de abril de 1921 – 11 de fevereiro de 2005) foi uma matemática e engenheira aeroespacial norte-americana.
Engenheira do National Advisory Committee for Aeronautics (NACA), que se tornou a atual NASA, em 1958. Por boa parte de sua carreira, Mary trabalhou no Centro de Pesquisa Langley, em Hampton, Virgínia. Começou como computadora na divisão West Area Computers, uma área segregada do complexo, em 1951. Em 1958, após frequentar as aulas de engenharia, tornou-se a primeira mulher negra engenheira da NASA.
Após 34 anos na NASA, Jackson conquistou o título de engenheira sênior do mais alto grau. Ela percebeu então que não poderia ganhar mais promoções sem se tornar supervisora. Assim, aceitou um rebaixamento para se tornar gerente do Programa Federal para Mulheres, do Escritório de Programas de Igualdade de Oportunidades da NASA e do Programa de Ação Afirmativa da agência. Nessa função, ela trabalhou para influenciar a contratação e promoção de mulheres nas carreiras de ciências, engenharia e matemática da NASA.
Mary Jackson é uma das pessoas biografadas no livro de não ficção Hidden Figures, de 2016 (lançado no Brasil com o título Estrelas Além do Tempo). e é uma das protagonistas do filme de mesmo nome, lançado naquele ano. Em 2019, Mary foi postumamente agraciada com a Medalha de Ouro do Congresso.
Em 2021, a sede da NASA em Washington, D.C. foi renomeada para sede Mary W. Jackson NASA.

## Biografia
Mary nasceu em Hampton, na Virgínia, em 1921. Era filha de Frank Winston e Ella Scott Winston. Mary tinha notas altas na escola e no ensino médio. Obteve o bacharelado em Matemática e em Física pela Universidade Hampton, em 1942. Foi líder das bandeirantes por mais de trinta anos e era conhecida na comunidade negra por ter ajudado as crianças a construir uma miniatura de um túnel de vento.
Mary foi casada com Levi Jackson com quem teve dois filhos. Faleceu em 11 de fevereiro de 2005.

## Carreira

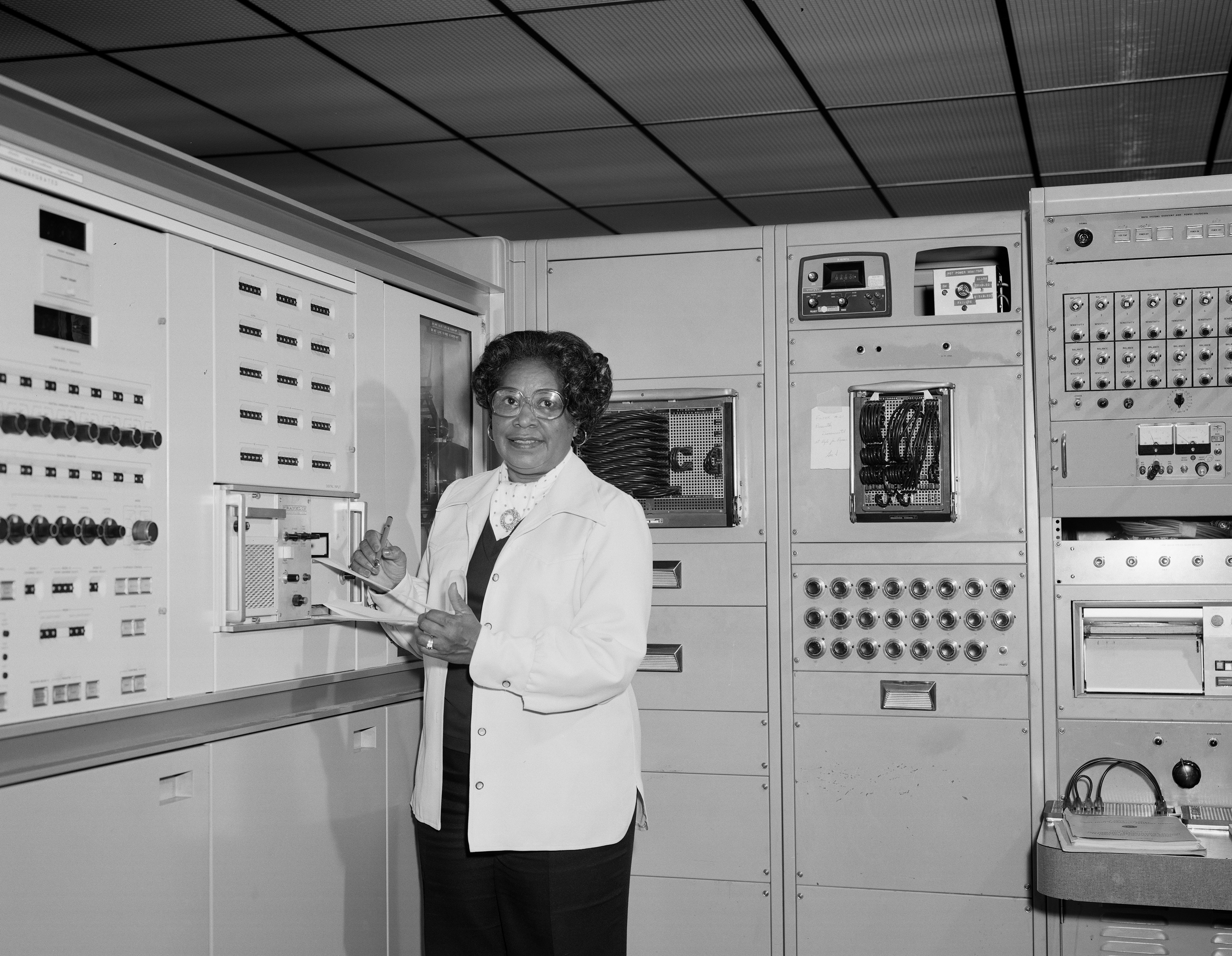
Jackson trabalhando no Centro de Pesquisa Langley em 1977

Depois de se graduar na Universidade Hampton, Mary ensinou em Maryland. Ela então foi para o National Advisory Committee for Aeronautics (NACA), em 1951. Começou sua carreira como matemática no Langley Research Center, ainda em Hampton. Em 1953, ela foi para o Compressibility Research Division. Depois de 5 anos na NASA e de vários cursos de extensão, Mary foi para um programa especial de treinamento e foi promovida a engenheira aeroespacial. Trabalhou com análise de dados em experimentos com túnel de vento e de aeronaves experimentais no Departamento Teórico de Aerodinâmica, na Divisão de Aerodinâmica Subsônica-Transônica, em Langley. Seu objetivo era de entender como o ar fluía, incluindo empuxo e arrasto. Muitos anos depois, ela foi designada para trabalhar como engenheira aeroespacial na NASA.
Mary trabalhou para ajudar mulheres e outros grupos minoritários a avançar em suas carreiras, incluindo aconselhamento sobre como estudar para mudar seus títulos de "matemáticas" para "engenheiras", para aumentar suas chances de promoção, como ela mesma fez. Depois de 34 anos na NASA, Mary alcançou o nível mais alto como engenheira sem ter que se tornar supervisora. Ela decidiu receber menos e mudar de posição para se tornar administradora no campo de Oportunidades Iguais. Depois de trabalhar no quartel-general da NASA, ela voltou a Langley onde trabalhou por mudanças e para destacar mulheres e outros grupos minoritários em suas áreas de atuação. Ela administrou o Federal Women’s Program no escritório do Programa de Oportunidades Iguais e no Programa de Ações Afirmativas. Mary trabalhou na NASA até sua aposentadoria, em 1985.

## Legado
Mary foi interpretada no filme Hidden Figures, que foi lançado em 2017, sobre as três cientistas negras da NASA que calcularam as trajetórias de voo do Projeto Mercury e do Apollo 11, nos anos 1960. O filme é baseado no livro de Margot Lee Shetterly que documentou as carreiras e as contribuições de Katherine Johnson, Dorothy Vaughan e Mary Jackson. Mary é interpretada pela cantora e artista visual Janelle Monáe.
O edifício da sede da NASA em Washington, D.C. foi renomeado como Mary W. Jackson NASA Headquarters em uma cerimônia virtual em 26 de fevereiro de 2021.

## Publicações

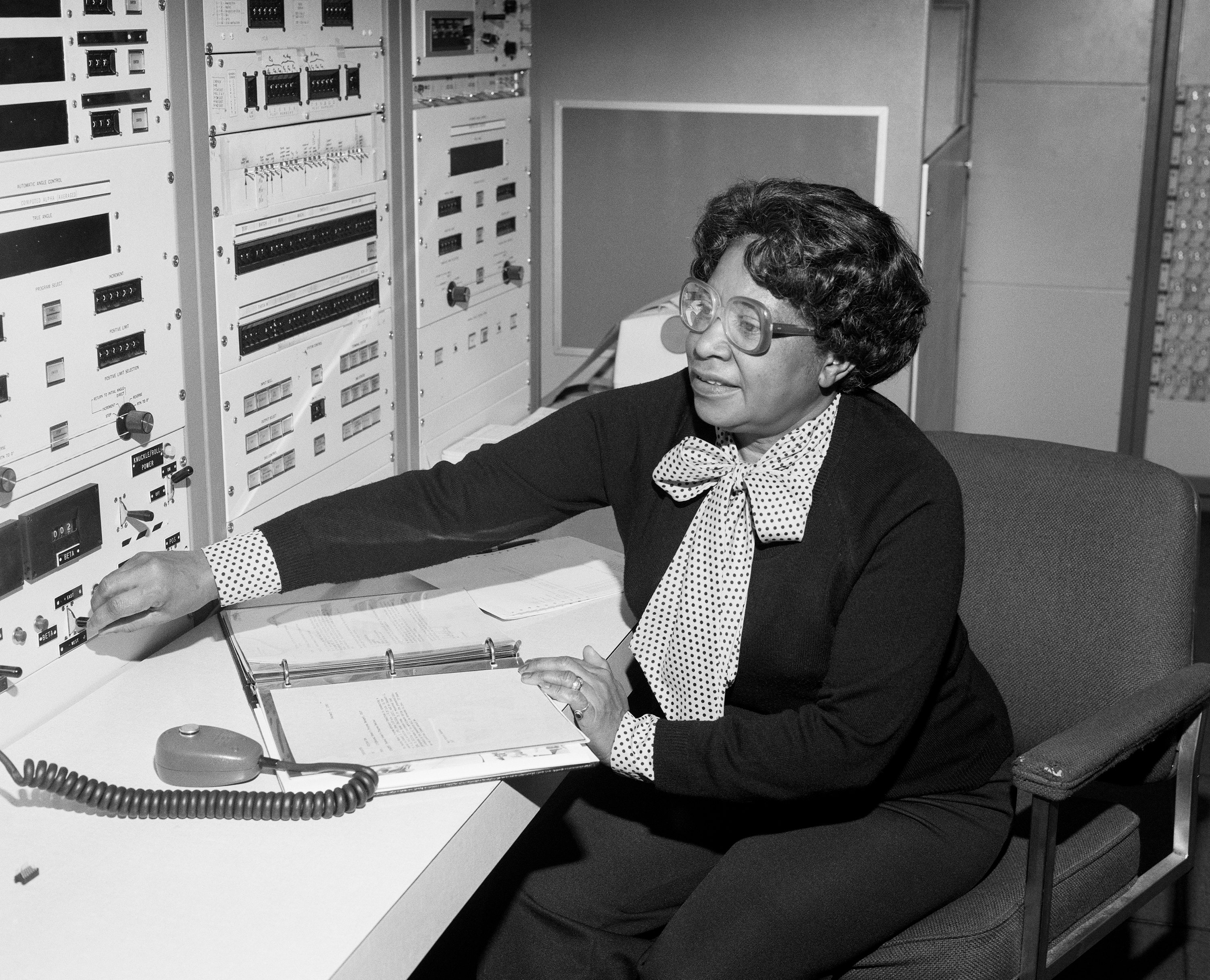
Jackson trabalhando em um painel de controle em 1980

- Czarnecki, K. R.; Jackson, Mary W. (1958), Effects of Nose Angle and Mach Number on Transition on Cones at Supersonic Speeds (NACA TN 4388), National Advisory Committee for Aeronautics
- Jackson, Mary W.; Czarnecki, K.R. (1960), Investigation by Schlieren Technique of Methods of Fixing Fully Turbulent Flow on Models at Supersonic Speeds, 242, National Aeronautics and Space Administration
- Czarnecki, K. R.; Jackson, Mary W. (1961), Effects of Cone Angle, Mach Number, and Nose Blunting on Transition at Supersonic Speeds (NASA TN D-634), NASA Langley Research Center
- Jackson, Mary W.; Czarnecki, K. R. (1961), Boundary-Layer Transition on a Group of Blunt Nose Shapes at a Mach Number of 2.20 (NASA TN D-932), NASA Langley Research Center
- Czarnecki, K.R.; Jackson, Mary W.; Monta, William J. (1963), Studies of Skin Friction at Supersonic Speeds (Turbulent Boundary Layer and Skin Friction Data for Supersonic Transports)
- Jackson, Mary W.; Czarnecki, K. R.; Monta, William J. (1965), Turbulent Skin Friction at High Reynolds Numbers and Low Supersonic Velocities, National Aeronautics and Space Administration
- Czarnecki, K.R.; Jackson, M.W.; Sorrells, R. B. III (1966), Measurement by wake momentum surveys at Mach 1.61 and 2.01 of turbulent boundary-layer skin friction on five swept wings, National Aeronautics and Space Administration
- Czarnecki, K.R.; Allen, J. M.; Jackson, M.W. (1967), «Boundary-layer transition on hypersonic-cruise aircraft», National Aeronautics and Space Administration, Conf. On Hypersonic Aircraft Technol
- Czarnecki, K.R.; Jackson, M.W. (1970), Theoretical pressure distributions over arbitrarily shaped periodic waves in subsonic compressible flow and comparison with experiment, National Aeronautics and Space Administration
- Czarnecki, K.R.; Jackson, Mary W. (1975). «Turbulent Boundary-Layer Separation due to a Forward-Facing Step». AIAA Journal. 13 (12): 1585–1591. Bibcode:1975AIAAJ..13.1585C. doi:10.2514/3.60582